# Hasodima elegans
Hasodima elegans är en fjärilsart som beskrevs av Butler 1882. Hasodima elegans ingår i släktet Hasodima och familjen mätare. Inga underarter finns listade i Catalogue of Life.